# Кызылсу (Туркестанская область)
Кызылсу (каз. Қызылсу) — упразднённое село в Сайрамском районе Туркестанской области Казахстана. В 2014 году включено в состав города Шымкент и исключено из учетных данных. Входило в состав Сайрамского сельского округа. Код КАТО — 515269400.

## Население
В 1999 году население села составляло 1395 человек (693 мужчины и 702 женщины). По данным переписи 2009 года, в селе проживало 2099 человек (1043 мужчины и 1056 женщин).